# Piotr z Chomiąży
Piotr z Chomiąży (zm. po 1393) – penitencjarz papieski, prowincjał dominikanów polskich.

## Życiorys
Pochodził z rycerskiej rodziny herbu Nałęcz z Chomiąży koło Wenecji (ówczesny pow. kcyński). Z dominikanami zetknął się w niedalekim Żninie. Jego kariera zakonna przed objęciem urzędu prowincjała nie jest znana - wykształcenie teologiczne prawdopodobnie uzyskał za granicą. Na prowincjała został wybrany jako kandydat kompromisowy między dominikanami małopolskimi i śląskimi, którzy podówczas silnie ze sobą rywalizowali. Wybór miał miejsce przed 8 grudnia 1358 roku, a niewykluczone że może już roku 1354.
Na stanowisku zastąpił go w 1370 roku przywódca dominikanów śląskich Jan z Brzegu. Piotr z Chomąży zajął się wówczas, na prośbę arcybiskupa gnieźnieńskiego Jarosława z Bogorii i Skotnik, skolacjonowaniem w 1373 roku tekstu Biblii w iluminowanym kodeksie ofiarowanym gnieźnieńskiej kapitule. W latach ok. 1382-1385 lub 1386 ponownie pełnił urząd prowincjała, z którego został zwolniony przez generała zakonu ze względu na podeszły wiek. Urząd ten przejął przedstawiciel Śląska, Piotr Wasserrabe, ale chomiąski dominikanin doprowadził do usunięcia go ze stanowiska w 1393 roku.
W związku z planowanymi misjami na Pomorzu i w Prusach, papież Bonifacy IX zaliczył Piotra z Chomiąży do mniejszych penitencjarzy papieskich. Działania Piotra znacząco przyczyniły się do utrzymania jedności prowincji polskich dominikanów, oraz podtrzymania wpływów polskich na Śląsku.